# Observatoire volcanologique des Cascades
Pour les articles homonymes, voir CVO.
L'observatoire volcanologique des Cascades, de son nom complet observatoire volcanologique des Cascades David A. Johnston, en anglais Cascades Volcano Observatory, David A. Johnston Cascades Volcano Observatory ou CVO en abrégé, est un observatoire volcanologique américain assurant la surveillance et l'étude des volcans des États américains de Washington et de l'Idaho et notamment ceux de l'arc volcanique des Cascades situés dans l'aire de compétence.
Il dépend de l'United States Geological Survey, une agence scientifique relevant du gouvernement américain. Ses locaux sont situés dans la ville américaine de Vancouver, dans l'État de Washington.
Il est nommé en la mémoire du volcanologue David Johnston décédé en 1980 au cours de l'éruption du mont Saint Helens.

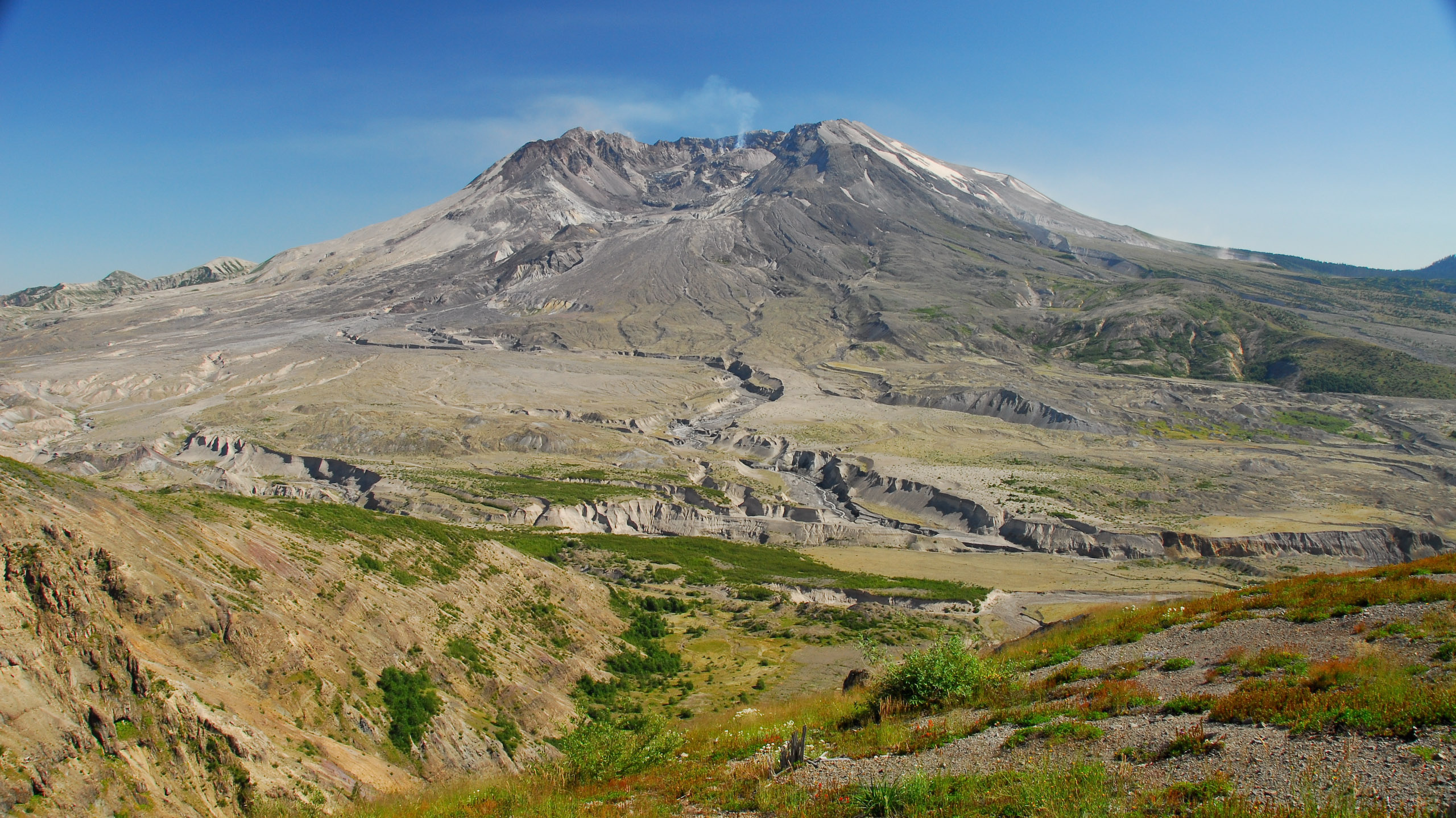
Vue du mont Saint Helens, le volcan le plus actif surveillé par l'observatoire volcanologique des Cascades.

## Référence
1. ↑  (en) Site officiel